# البارع البغدادي
أبو علي الحسين بن محمد بن عبد الوهاب بن أحمد البدري البغدادي الهروي الحارثي (10 صفر 443 هـ/22 يونيو 1051 م - 17 جمادى الآخرة 534 هـ/7 فبراير 1140 م) ولُقِّب بالدبَّاس، ويُعرَف بالبارع البغدادي، هو كاتب وأديب ولغوي ونحوي وشاعر عربي من بغداد عاش في القرن السادس الهجري.

## سيرته
ولِدَ الحسين بن محمد بن عبد الوهاب في مدينة بغداد، ويُنسَب إلى البدرية وهي أحد أحياء بغداد الشرقية، في أسرة عربية مشهورة بالأدب والوجاهة والعلم، تعود أصولها إلى قبيلة الحارث القحطانيَّة، وكانت ولادته في شهر صفر من سنة 443 هـ. وفي بغداد نشأ الحسين وأخذ العلم عن مشائخ مدينته، فتعلَّم علوم القرآن والحديث على عدد من العلماء أشهرهم أبو يعلى الموصلي. وبعد زمن طويل قضاه في أخذ العلم بدأ بالتدريس حتى صار من ألمع علماء بغداد في علوم الدين، ونبغ من طلابه ابن الجوزي وأبو العلاء الهمذاني ونصر الله الواسطي وعوض المراتبي ومحمد بن خالد بن بختيار والحسين بن علي بن مهجل، وهو إلى جانب علمه الديني أديب وشاعر ونحوي، وإن كان تعمُّقه في علوم الدين أكثر. أقام البارع ردحاً من الزمن في مدينة هراة، في أفغانستان حالياً، فصار يُنسَب إليها أحياناً. كتب البارع عدداً من المصنَّفات في القراءات القرآنيَّة والأدب، وله ديوان شعر. فقد البارع البغدادي بصره في آخر سنين حياته، وتُوفِّي في سنة 534 هـ في مدينة بغداد.

## شعره

صفحة من مخطوطة "طرائف الطًّرَف" المحفوظة في دبلن

تذكر الكتب التراثيَّة وجود ديوان جامع لأشعاره، غير أنَّه فُقِد ولم يصل إلينا مخطوط يجمع أشعاره، واجتهد نفر من الباحثين في العصر الحديث في جمع أشعاره المبعثرة في كتب الأدب، ونُشِرَ ديوانه في 1979 في بغداد ضمن كتاب ألَّفه يونس السامرائي عن مساهمات أسرة آل وهب الأدبيَّة، وأورد يونس 112 بيت من شعره، ثمَّ أضاف هلال ناجي عدد آخر من أبياته غفل عنها السامرائي.

## مؤلفاته
تُنسَب إليه المؤلفات التالية:
- «طرائف الطرف» (مطبوع، نُسِبَ خطأً إلى أبي منصور الثعالبي).
- «الشمس المنيرة في التسعة الشهيرة» (مشكوك في كونه مؤلف هذا الكتاب، ويرجِّح المؤرخون كونه مجرد راو، أمَّا مؤلِّفه فهو أبو محمد سبط الخياط).

## قراءات إضافية
- يونس السامرائي، آل وهب من الأسر الأدبية. دار المعارف - بغداد. الطبعة الأولى - 1979.